# The Truth About Charlie
The Truth About Charlie (prt: A Verdade sobre Charlie; bra: O Segredo de Charlie) é um filme teuto-estadunidense de 2002, dos gêneros drama e suspense, dirigido por Jonathan Demme. 
Estrelado por Mark Wahlberg, Thandie Newton e Tim Robbins, The Truth About Charlie é um remake de Charada, dirigido por Stanley Donnen em 1963.

## Sinopse
Regina Lambert vive em Paris com seu marido, Charlie. Após curtas férias sem o marido, ela regressa a casa determinada a pedir divórcio, quando descobre que o apartamento deles fora assaltado, e Charlie, assassinado. Regina decide então pedir ajuda a um misterioso americano que conhecera nas férias. 

## Elenco
- Regina Lambert — Thandie Newton
- Charlie — Stephen Dillane
- Joshua Peters — Mark Wahlberg
- Commandant Dominique — Christine Boisson
- Lewis Bartholomew — Tim Robbins
- Emil Zadapec — Ted Levine
- Lola Jansco — Lisa Gay Hamilton
- Il-Sang Lee — Joong-Hoon Park

## Banda sonora
1. De Phazz — "Jim the Jinn"
2. Rachid Taha — "Garab"
3. Jean Marc Miro — "La voix du vaurien"
4. Angélique Kidjo — "Les enfants perdus"
5. The Soft Boys — "Mr. Kennedy"
6. Transglobal Underground — "This Is The Army Of Forgotten Souls"
7. Cheb Khaled — "Ragda"
8. Sparklehorse — "It's A Wonderful Life"
9. Gotan Project — "Epoca"
10. Manu Chao — "Mentira"
11. Asian Dub Foundation — "Fortress Europe"
12. Lhasa — "De cara a la pared"
13. The Feelies — "Slow Down"
14. Anna Karina — "Sous le soleil exactement"
15. Backward Dog — "Hey Natty (Day Monsters)"
16. Ted Demme — "Bigga Man"
17. Rachel Portman — "Truthful Moods"
18. Charles Aznavour — "Quand tu m'aimes"